# Xã Spring Creek, Quận Howell, Missouri
Xã Spring Creek (tiếng Anh: Spring Creek Township) là một xã thuộc quận Howell, tiểu bang Missouri, Hoa Kỳ. Năm 2010, dân số của xã này là 1.972 người.